# Seymour Narrows
Seymour Narrows är ett sund i Kanada.   Det ligger i provinsen British Columbia, i den sydvästra delen av landet, 3 700 km väster om huvudstaden Ottawa.
I omgivningarna runt Seymour Narrows växer i huvudsak barrskog. Runt Seymour Narrows är det ganska glesbefolkat, med 43 invånare per kvadratkilometer.